# Mönkloh
Mönkloh település Németországban, Schleswig-Holstein tartományban. Lakosainak száma 250 fő (2023. december 31.).

## Népesség
A település népességének változása:
| Lakosok száma | 164  | 250  | 247  | 244  | 244  | 253  | 250  |
|               | 1975 | 2014 | 2017 | 2019 | 2021 | 2022 | 2023 |